# ساشا رادولوفيتش
ساشا رادولوفيتش (بالصربية: Саша Радуловић)‏ هو لاعب كرة قدم صربي في مركز الهجوم، ولد في 4 أبريل 1984 في بروس في صربيا. لعب مع رادنيتشكي نيش ونابريداك كروشيفاتس.

## وصلات خارجية
- ساشا رادولوفيتش على موقع قاعدة بيانات كرة القدم.إي يو (الإنجليزية)
- ساشا رادولوفيتش على موقع عالم كرة القدم.نت (الإنجليزية)